# Четвёртое правило волшебника
Четвёртое пра́вило волше́бника, или Храм Ветро́в (англ. Temple of the Winds) — роман Терри Гудкайнда в стиле фэнтези. Четвёртый в цикле «Меч Истины». Оригинал вышел в 1997 году в издательстве Tor Books. Русское издание выпущено в серии «Век Дракона» в 1999 году. В 2014 году книга была переиздана в новой серии «Легенда об Искателе» под названием «Храм Ветров».

## Четвёртое правило
Четвёртое правило волшебника гласит:

 «…В прощении есть магия… Магия исцеления. Как в прощении, которое даруешь ты, так и в том, которое сам получаешь».

## Аннотация от издательства
Нет покоя для Ричарда Сайфера, бесстрашного Искателя Истины. Ибо случилось страшное — вражий посланник прокрался в запретный Храм Ветров, где спрятали некогда маги древности самое опасное, что создано было за всю долгую войну волшебников. Сноходец Джегань обрел великую силу, и смертоносный ужас восстал над миром. Ричарду надлежит найти в Храме Ветров средство, что остановит победную поступь Зла. Тяжкой и дорогой ценой постигнет он суть Четвертого Правила Волшебника…

## Сюжет
Ричард и Кэлен находятся в Эйдиндриле. Возле города стоит многотысячная армия д`харианцев.
Во Дворец Исповедниц прибывает волшебник по имени Марлин Пикар, подконтрольный Джеганю, с одной целью — убить Ричарда и Кэлен. Разумеется, стража задерживает его. Кэлен и Кара учиняют ему допрос. Самоуверенный волшебник применяет свою магию против морд-сит и оказывается в её власти. Его отводят в яму и оставляют там. Ричард, узнав об этом, приказывает никого не подпускать к волшебнику. Среди солдат гуляет дизентерия, и Ричард во главе отряда отправляется в горы, чтобы показать скальный дуб, из которого делают лекарство. В это же время в город прибывает Надина, землячка Ричарда, с намерением выйти за него замуж, не зная о том, что он уже помолвлен с Кэлен и является новым магистром Д`Харианской империи. Надина рассказывает, что её послала к Ричарду ведьма Шота, так как увидела в будущем их свадьбу. Кэлен разрешает Надине остаться во Дворце. Сама же Исповедница и морд-сит отправляются к волшебнику для нового допроса. Однако через Марлина с ними заговорил Джегань. Он поведал Кэлен, что Марлин был лишь прикрытием для сестры Амелии, и что он отыскал древнее пророчество, предвещающее падение и смерть Ричарда, и что он, Джегань, уже запустил его. Кара пытается убить Джеганя, после того, как тот отпечатывает на стене слова пророчества, но сноходец нарушает её ауру и сбегает. Кэлен и Надине удаётся догнать его и убить Марлина, но Джегань ускользает.
Во Дворец прибывает Дрефан — верховный жрец Рауг`Мосс, который исцеляет Кару и представляется братом Ричарда, но лишённым дара. Он остаётся во Дворце и знакомится с Ричардом. Его цель — служить магистру Ралу. Ричард, вернувшись во Дворец, узнаёт об этом, и Кара просит убить её при помощи эйджила. Ричард, понимая, что она наложит на себя руки в любом случае, идёт на уловку, и это срабатывает — Меч Истины не убивает Кару, и она, уверовав в магию свыше, остаётся жить.
В городе происходит череда убийств — некто убивает женщин (проституток) зверским способом, мучая их до смерти. В это же время происходит странный астрономический феномен — восходит Красная луна. Три ночи подряд она висит над Эйдиндрилом, а по истечении этого времени во Дворец Исповедниц приходит мальчик из команды Джа-Ла, и просит магистра Рала исцелить его брата, заболевшего странной болезнью. Ричард, Дрефан, Надина, Кэлен и морд-сит отправляются в дом Кипа, и Дрефан обнаруживает что у брата мальчика чума. Другие мальчики из команды уже заболели или даже умерли. Сёстры ещё одного также больны. Ричард понимает, что сестра Амелия при помощи некоей магии наслала чуму на город. В дневнике Коло Ричард обнаруживает упоминание о том, что красная луна восходила и раньше — тогда некий Храм Ветров взывал на помощь, так как в него пытались проникнуть волшебники, но безуспешно. Из дневника Ричард узнаёт о том, что в Храме сокрыты многие знания волшебников древности. Туда проникла Сестра Тьмы Амелия и достала магию, призвавшую чуму. Эпидемия быстро распространяется по городу. Но не только в Эйдиндриле болезнь — она охватила уже все Срединные земли. Джегань выпустил то, что способно погубить и его и всех. Ричард понимает, что должен как-то войти в Храм Ветров, чтобы исправить положение, но вот проблема — его просто уже нет в мире Живых. Волшебники древности отправили Храм в Подземный мир, но поскольку «команда храма» — те, кто его туда отправил — были против насильного использования магии против людей из которых делали оружие, они лишили волшебников будущего Магии Ущерба, отослав её в мир Мёртвых вместе с Храмом. За это они поплатились жизнью, но сделали своё дело — никто из посланных волшебников не смог исправить положения, а вошедшие в Храм волшебники — Лотейн и Барах — были сведены с ума. Лотейн подвергся исповеди Магды Сирус, а Барах сбросился с обрыва. Ричард отчаянно ищет способ погасить чуму, а меж тем число смертей растёт.
В это время Зедд и Энн, преследуя Натана, получают от него письмо, чтобы они бросили поиски и отправились к Сокровищу Джакопо. Пытаясь найти это Сокровище, аббатиса и волшебник попадают в плен то к нантонгам, то к доакам, но в конце-концов — к Племени Тины, где им удаётся узнать о Сокровище и уничтожить его. Натан находит в разграбляемом Имперскими ордами Ренвольде девушку Клариссу и отправляется с ней в Древний мир, чтобы достать книги, которые Джегань может использовать в своих целях. Попутно они освобождают из плена сноходца Уоррена и Верну.
Тем временем Кэлен отправляется к Шоте, считая её виновницей всех бед в их с Ричардом отношениях, а именно — появление Надины и все попытки Шоты не дать им пожениться. Однако, Шота рассказывает Кэлен о том, что она видела в будущем, что Кэлен выйдет замуж за кого-то другого, а Ричард женится на Надине. К тому же, она говорит, что им будет дан шанс войти в Ветры, но лишь один. Он придёт с луной.
Посол Джары в Эйдиндриле старается сорвать капитуляцию Джары перед Д`Харой. Его ловят за руку при попытке убить Мать-Исповедницу и обезглавливают, а голову его отправляют в Джару, к королю с условиями капитуляции. Во Дворец прибывает делегация андолиан, которые несут весть от Храма Ветров: чтобы войти в Ветры, Ричард должен жениться на Надине, а Кэлен — выйти замуж за Дрефана. Они соглашаются и на горе Киммермост, где некогда стоял Храм Ветров, происходит обряд бракосочетания. Поскольку Ветры хотят, чтобы это подтвердилось, вход в Храм откроется только после брачной ночи. Кара, которая тоже оказалась во власти Ветров, меняет местами Ричарда и Дрефана, и выходит так, что Кэлен проводит ночь с Ричардом. Однако, он, уверенный в том, что она предала его и полюбила Дрефана, уходит в Храм Ветров и не собирается возвращаться. Кару, последовавшую за ним, он отсылает оттуда. Дрефан, сбросив с обрыва Надину, уводит Кэлен и Кару в Эйдиндрил, захватив власть над империей и объявив себя новым магистром Ралом. Он оказывается и убийцей проституток. Все морд-сит противятся его власти, но ничего не выходит.
Ричард входит в Храм Ветров и знания, сокрытые здесь, позволяют ему уничтожить чуму. Однако, считая Кэлен предательницей, он не желает возвращаться. Добрые духи — в их числе и мать Кэлен — пытаются переубедить его, потому что если он останется здесь надолго, то умрёт и станет духом. В конце концов к Ричарду приходит Денна и убеждает его вернуться. На выходе из Ветров их встречает Даркен Рал, которому дозволено было установить цену ухода Ричарда из мира Смерти — первое условие заключалось в том, чтобы он забыл всё, как только уйдёт отсюда, а второе — чтобы он вобрал в себя магию Ветров и таким образом заболел чумой. Ричард принимает цену, но взамен он отсылает дух отца в Тень Владетеля, как наказание за все его грехи.
Бердина уводит Кэлен из Дворца, и отвозит её в замок Волшебника, где её ждёт Ричард. Однако, он болен чумой и находится при смерти, однако просит прощения у Кэлен. Она, понимая, что он всё забыл и записал способ спасения на руке, отправляется в сильфиде в Древний Мир, и там встречает Натана. К нему как раз возвращается Кларисса вместе с Уорреном и Верной, а также сёстрами Фебой, Жанет, Амелией и Мандой Перлин. Они предают Уоррена, Верну и пророка и пытаются их убить. Кэлен удаётся убить Амелию, Фебу и Жанет, но Манда перерезает горло Клариссе и умирает от молний пророков. Натан отдаёт Кэлен книгу, с помощью которой призвали чуму, и отправляет её в Эйдиндрил, сообщив имена трёх шимов — Реехани, Сентраши и Вази, которые призваны удержать душу на границе Жизни и Смерти. Сам же пророк даёт сигнал атаки и армия генерала Райбиха уничтожает императорский корпус, идущий в Новый мир.
Кэлен возвращается в замок Волшебника и оказывается в руках Дрефана, пытающего Кару на предмет местоположения Ричарда. Кэлен удаётся спасти Кару ценой немалых усилий от безумного Дрефана, но тот собирается убить её. Дрефан перерезает позвоночник Кэлен. Ричард, придя в сознание, ломает позвоночник брату, и тот почти умирает. Однако Дрефану удаётся кое-как встать и уже занести меч над Ричардом, и тут сильфида заставляет его вдохнуть себя, чем вызывает лёгочное кровотечение и убивает Дрефана.  Ричард исцеляет Кару, но на Кэлен у него сил уже нет. И тут в него вселяется дух умершей Райны, и вместе они спасают Мать-Исповедницу. Кэлен, в свою очередь, исцеляет при помощи книги Ричарда.
Вместе они возвращаются в Эйдиндрил. В город прибывает король Джары с головами представителей Имперского ордена и соглашается на капитуляцию. Вслед за ним приходят Рауг`Мосс и рассказывают лорду Ралу о том, что Дрефан обманул их и он вовсе не верховный жрец. Ричард, Кэлен и Кара отправляются в Племя Тины, чтобы сыграть свадьбу. Там их уже ждут Зедд и Энн, которые из пророчества узнали об этом. Свадьба состоится, и Шота является туда лично, чтобы подарить новобрачным особый камень, препятствующий беременности.
Во Дворец Исповедниц прибывают двенадцать Морд-Сит во главе с Риккой.

## Персонажи книги
- Ричард Рал — лорд Рал, правитель Д’Харианской империи, Искатель Истины, боевой чародей
- Кэлен Амнелл — Мать-Исповедница, королева Галеи и Кельтона, возлюбленная Ричарда
- Кара — негласный лидер Морд-Сит, личный телохранитель лорда Рала
- Зеддикус Зул Зорандер — дед Ричарда, волшебник первого ранга
- Эди — колдунья
- Император Джегань — сноходец из Древнего мира
- Натан Рал — пророк, предок Ричарда
- Кларисса — девушка из Ренвольда, влюблённая в Натана
- Надина — давняя знакомая Ричарда из Хартленда
- Дрефан Рал — единокровный брат Ричарда
- Верна — аббатиса сестёр Света
- Бердина — Морд-Сит, владеющая древнед’харианским языком
- Энн — бывшая аббатиса сестёр Света
- Уоррен — волшебник, пророк, возлюбленный Верны
- Шота — ведьма
- Райна — Морд-Сит, возлюбленная Бердины
- Иган и Улик — д’харианцы, личные телохранители Ричарда Рала
- Тристан Башкар — министр Джары